# Mirjam Melchers

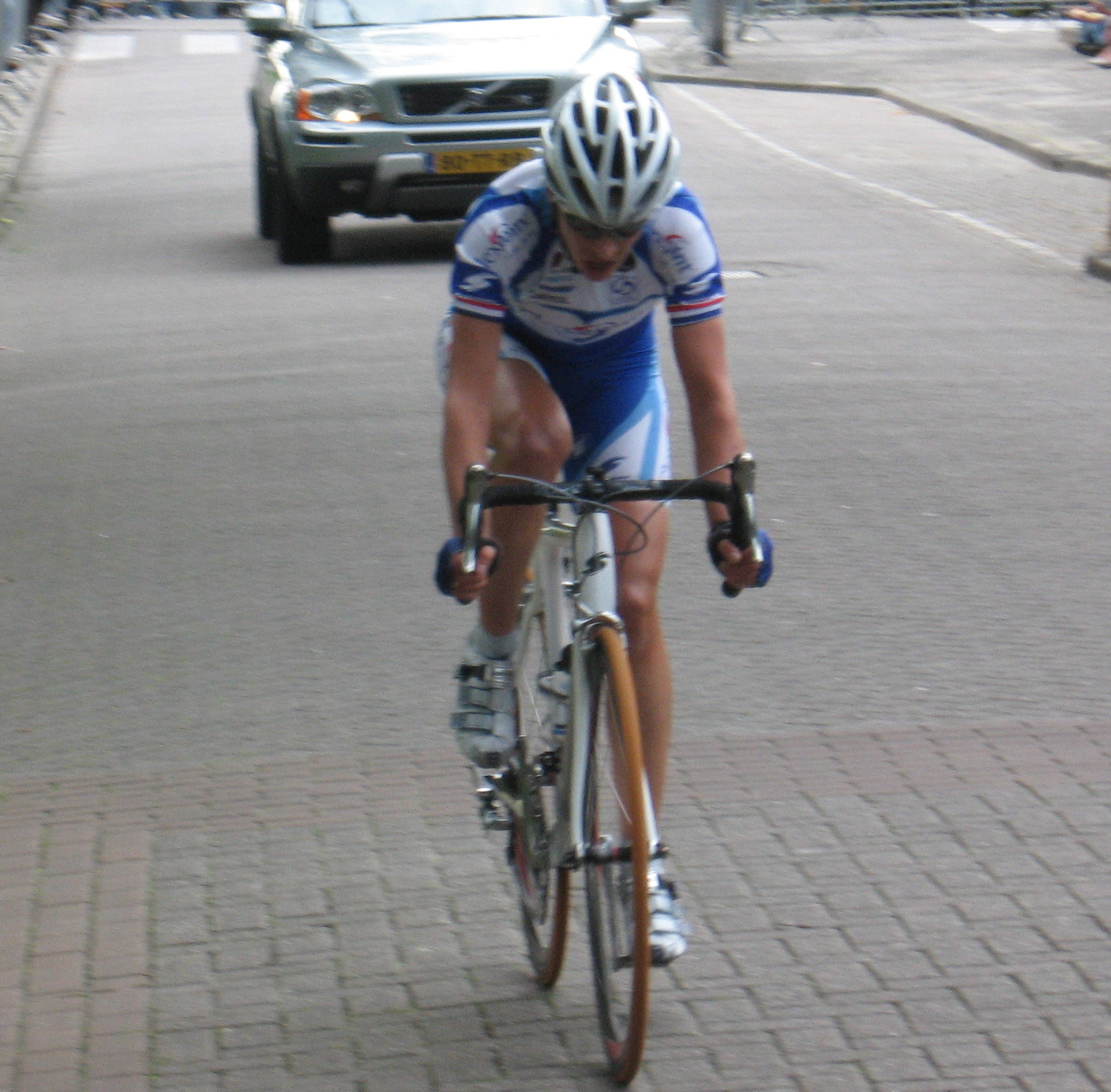
Mirjam Melchers

Maria Wilhelmina Johanna „Mirjam“ Melchers, verh. Mirjam Melchers-van Poppel, (* 26. September 1975 in Arnhem) ist eine ehemalige niederländische Radrennfahrerin, die auf der Straße und bei Querfeldeinrennen aktiv war.
Über zehn Jahre zählte Mirjam Melchers zu den stärksten Straßenradsportlerinnen der Niederlande. Fünfmal wurde sie in dieser Zeit Niederländische Meisterin und zwar im Straßenrennen wie auch im Cyclocross. 2003 errang sie den Titel der Vize-Weltmeisterin im Straßenrennen, im selben Jahr gewann sie die Gesamtwertung der Emakumeen Bira. 2001 siegte sie bei der Thüringen-Rundfahrt, 2004 bei der Holland Ladies Tour sowie 2005 beim Ster Zeeuwsche Eilanden. 2005 und 2006 gewann sie die Flandern-Rundfahrt. 2001 und 2002 wurde sie Zweite im Gesamt-Weltcup, 2000 und 2005 Dritte. Zudem konnte sie im Laufe ihrer Karriere zahlreiche kleinere Rennen für sich entscheiden. 2005 wurde sie zudem Dritte bei den Cyclocross-Weltmeisterschaften in St. Wendel.
2008 wurde Melchers niederländische Meisterin im Querfeldeinrennen sowie im Einzelzeitfahren.
Dreimal nahm Mirjam Melchers an Olympischen Spielen teil, 2000, 2004 sowie 2008; ihre beste Platzierung war ein sechster Platz bei den Spielen 2004 in Athen im Straßenrennen.
Mirjam Melchers ist verheiratet mit dem ehemaligen Radsportler Jean-Paul van Poppel, der auch zuletzt Leiter ihres Teams war. Seit ihrem Rücktritt vom aktiven Radsport ist sie als Personal Trainer tätig.

## Mannschaften
- 1998–2002 Rabobank
- 2001–2001 Acca Due O-Lorena Camicie
- 2002–2004 Farm-Frites
- 2005–2009 Team Flexpoint
- 2010 Cervélo Test Team